# Настінні розписи магазину іграшок «Казка»
Настінні розписи магазину іграшок «Казка» (Київ) — стінописи, що були створені 1979 року відомою майстринею  петриківського розпису і народного декоративного живопису Марфою Тимченко разом з чоловіком Іваном Скицюком і дочкою Оленою Скицюк. Зображали сюжети близько 50 українських та інших казок, переплетених на 35 панно. Загальна площа розписів у магазині складала 270 м2. У 2002 році під час ремонту магазину новими власниками розписи були повністю закриті гіпсокартоном на наступні 15 років. У жовтні 2017 року компанія RedHead Family Corporation, до мережі якої нині належить магазин, анонсувала реставрацію розписів, до якої залучили і Олену Скицюк.

## Історія створення
У 1979 році проводилася реконструкція магазину іграшок «Казка», що знаходився в центрі Києва на вулиці Червоноармійській (зараз Велика Васильківська), будинок 54. Реконструкція виконувалася з нагоди проголошення ООН 1979 року Міжнародним роком дитини до 20-річчя прийняття Декларації прав дитини. Автором проекту реконструкції була архітектор О. Подольська. Авторами розписів були Марфа Тимченко, Іван Скицюк і Олена Скицюк.

Піч з петриківським розписом у магазині іграшок «Казка»

Приміщення магазину знаходиться на першому поверсі будівлі і складається з двох залів, верхнього та нижнього (будівля розміщена на схилі). Один з них первісно призначався для торгівлі, інший — як кімната для відпочинку або кафе. Вздовж вікон у залах розміщено шість прямокутних колон різної висоти, шириною близько 1-1,5 метри. Згодом майже всі сторони цих колон були вкриті вертикальними сюжетними розписами. Посередні одного з залів була змурована справжня піч з побіленими стінами, основу якої частково обклали керамічною обпаленою плиткою.
Поверхні стін, колон та печі ретельно шліфували, після чого розписи на них виконували темперою. При цьому використовували тонкі пензлі з котячої шерсті, що є традиційним інструментом у петриківському розписі.
Розписи стін та колон були виконані переважно в оригінальному сюжетно-пейзажному стилі живопису Марфи Тимченко, започаткованому на початку 1970-х років і основаному на принципах петриківського розпису. При цьому всі три автори створювали та розробляли свої власні сюжети. Піч була оздоблена петриківським розписом у традиційному стилі.
Розписи колон і більшості стін починалися на висоті близько 0,5-1 метру (під ними були викладені плитки) і закінчувалися під стелею. Проте висота стелі суттєво змінюється з верхньої до нижньої частини магазину, тож висота розписів була різною. Деякі стіни мали прямокутні виступи та ніші, сторони яких також були вкриті розписами. На окремих стінах розписи вкривали не всю площу, а лише їх верхню частину, залишаючи місце для шаф.
На створення ескізів розписів пішло 3 місяці, а розпис стін магазину «Казка» зайняв у Марфи Тимченко з родиною та помічниками близько року. Кілька художниць допомагали авторам виконати розписи за їх ескізами: Наталія Гуч, Неля Потова, Ніна Кіріненко і Тамара Жукова, дочка відомої художниці Віри Клименко-Жукової. На певному етапі до створення розпису долучалася також група майстрів з Петриківки на чолі з Надією Шулик.

## Список розписів

Олена Скицюк під час виконання одного з найбільших розписів у магазині іграшок «Казка», що зображав сюжети кількох казок, перш за все «Горбоконика»

Сюжетні розписи на стінах магазину переходили одне в одне і перепліталися, тому назвати точну кількість окремих панно складно, але умовно можна вважати, що в магазині було 35 сюжетних панно, а також окремо велика піч та інші поверхні з класичним петриківським розписом, площа орнаментів на останніх складала відповідно 20,8 м2 і 7,4 м2. Нижче наведено список сюжетних розписів магазину за проектною документацією з уточненнями.
Панно, виконані власне на стінах магазину за годинниковою стрілкою
- 1. «Руслан і Людмила» (30,5 м2)

Три поєднанні панно площею 54,6 м2:
- 2. «Снігова королева», панно включає також сюжети казок «Летючий корабель», «Умка» та ін.
- 3. «Семеро гайворонів»
- 4. «Горбоконик», панно включає також сюжети казок «Сестриця Альонушка і братець Іванушка», «По щучому велінню», «Червона шапочка», «Лисичка-сестричка», «Гуси-лебеді», «Цап і баран» та ін.

Три поєднанні панно з переплетеними сюжетами площею 29,4 м2:
- 5. «Золота рибка»
- 6. «Казка про царя Салтана»
- 7. «Казка про золотого півника»
- 8. «Коза-дереза» (3 м2)

Три поєднанні панно площею 23,7 м2:
- 9. «Вовк і семеро козенят»
- 10. «Царівна-жаба»
- 11. «Пан Коцький»
- 12. «Кицькін дім» (10,1 м2, окремо у кімнаті відпочинку)

Панно на сторонах 6 колон
- 13. «Кожум'яка» (6,5 м2)
- 14. «Кіт і півник» (7,9 м2)
- 15. «Ведмідь і бджілки» (5,6 м2)
- 16. «Білочка» (1,9 м2)
- 17. «Муха-Цокотуха» (2,9 м2)
- 18. «Івасик-Телесик» (4,8 м2)
- 19. «Сопілка» (4,8 м2)
- 20. «Курочка Ряба» (2,9 м2)
- 21. «Білочка з горіхами» (2,9 м2)
- 22. «Айболить» [1] (4,8 м2)
- 23. «Сорока-ворона» (4,8 м2)
- 24. «Ріпка» (2,9 м2)
- 25. «Вовк і кіт» (2,5 м2)
- 26. «Два півники горох молотили» (4,8 м2)
- 27. «Вовк і ягня» (2,5 м2)
- 28. «Язиката Хвеська» (2,5 м2)
- 29. «Крокодил Гена» (4,1 м2)
- 30. «Чапля і журавель» (4,8 м2)
- 31. «Айболить» [2] (4 м2)
- 32. «Курочка з курчатами» (2,5 м2)
- 33. «Ходить гарбуз по городу» (4,5 м2)
- 34. «Колобок» (4 м2)
- 35. «Невидимі» (2,45 м2)

Загальна площа розписів у магазині «Казка», згідно з проектною документацією, складала 270,85 м2.

## Ескізи розписів
У Музеї українського народного декоративного мистецтва збереглися авторські ескізи принаймні частини розписів магазину «Казка». В книзі-альбомі «Петриківський розпис» 2016 року наведені репродукції 4 ескізів, що виконані гуашшю та темперою на картоні та папері. Ескізи розписів «Сорока-ворона» та «Івасик-Телесик» мають розміри близько 38х13 см, ескіз розпису «Золота рибка» —59х79,5 см. Ескізи відрізняються від оригінальних стінописів значно меншою деталізацією, деякими відмінностями у композиції і мають незіставно меншу художню цінність.

## Відгуки

Фрагмент розпису «Сорока-ворона» у магазині іграшок «Казка»

Розписи магазину «Казка» отримали дуже високі оцінки мистецтвознавців і широке визнання.
Заслужений діяч мистецтв України, кандидат мистецтвознавства В. А. Щербак писав:
Крім того, В. А. Щербак характеризував розписи інтер'єрів магазину «Казка» як «один з шедеврів декоративного малярства».
Мистецтвознавець і арткритик З. А. Чегусова, також заслужений діяч мистецтв України, характеризувала розписи магазину «Казка» як «твори монументально-декоративного мистецтва найвищої художньої цінності» і зокрема писала:
Заслужений художник України Ірина Левитська писала:
Мистецтвознавець Юрій Нагай у статті-фоторепортажі про новостворені розписи магазину «Казка» писав у 1979 році:

## Спроби збереження

Фрагмент розпису «Курочка Ряба» у магазині іграшок «Казка»

З 1991 року автори розписів у «Казці» зверталися в різноманітні мистецькі та урядові інстанції зі спробами перетворити магазин на художній навчальний заклад або студію декоративного розпису, однак це не дало результату.
Також пропонувалося перетворити магазин на музей, так мистецтвознавець З. А. Чегусова у 2001 році писала:

## Закриття і реставрація
У 2002 році магазин було викуплено концерном «Європродукт» (зараз RedHead Family Corporation, власник обох — В. Б. Бурда) і під час реконструкції всі розписи були закриті гіпсокартоном і вважалися знищеними протягом наступних 15 років. У жовтні 2017 року компанія RedHead Family Corporation, до мережі якої нині належить магазин, анонсувала реставрацію розписів учнями Марфи Тимченко. Як стало відомо згодом, до реставрації залучено Олену Скицюк та її дочку художницю Олену Кулик, також будуть залучатися декілька професійних художників—реставраторів. Ініціатором відновлення розписів є власник компанії RedHead Family Corporation, Владислав Бурда, компанія взяла на себе кошти по реставрації.